# Burgfreiheit 6 (Mönchengladbach)

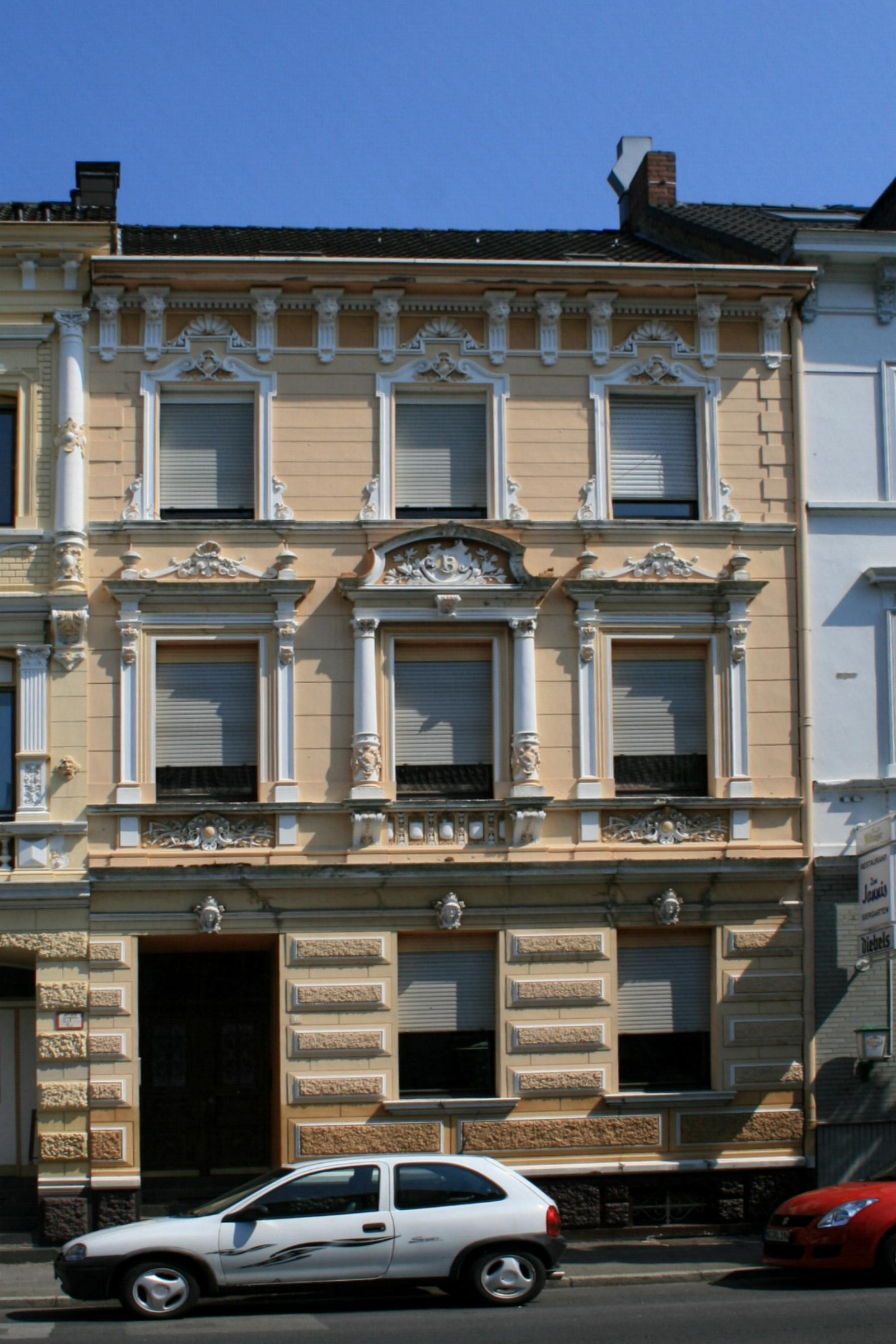
Wohnhaus (2010)

Das Wohnhaus Burgfreiheit 6 steht im Stadtteil Odenkirchen in Mönchengladbach (Nordrhein-Westfalen).
Das Gebäude wurde vor der Jahrhundertwende erbaut. Es ist unter Nr. B 063 am 15. Dezember 1987 in die Denkmalliste der Stadt Mönchengladbach eingetragen worden.

## Architektur
Die „Burgfreiheit“, eine direkte Verbindung nach Rheydt und Köln, ist eine frühe mittelalterliche Wegeführung östlich des historischen Stadtkerns entlang, die ihren Namen einer kleinen, unmittelbar der Burg (1153 erstmals bezeugt) angesiedelten Siedlung verdankt.
Das vor der Jahrhundertwende erbaute Dreifensterhaus ist dreigeschossig mit flach geneigtem Satteldach. Gleichförmig hochrechteckige Fenster mit scheitrechtem Sturz und profilierten Sohlbänken öffnen die aufgeführte Stuckfassade.